# Cordylus langi
Cordylus langi är en ödleart som beskrevs av  Arthur Loveridge 1944. Cordylus langi ingår i släktet Cordylus och familjen gördelsvansar. IUCN kategoriserar arten globalt som nära hotad. Inga underarter finns listade i Catalogue of Life.